# هوغو بسكونيات
هوغو بسكونيات (بالإسبانية: Hugo Bascuñán) هو لاعب كرة قدم ومدرب كرة قدم تشيلي، ولد في 10 يناير 1985 في كاسابلانكا في تشيلي. لعب مع يونيون لا كاليرا.

## وصلات خارجية
- هوغو بسكونيات على موقع قاعدة بيانات كرة القدم.إي يو (الإنجليزية)
- هوغو بسكونيات على موقع Soccerway.com (الإنجليزية)
- هوغو بسكونيات على موقع AS.com (الإسبانية)